# Mięsień ramienny

Mięśnie ramienne.

Mięsień ramienny (łac. musculus brachialis) – w anatomii człowieka spłaszczony mięsień należący do grupy przedniej mięśni ramienia, położony pod mięśniem dwugłowym ramienia. Przyczep początkowy ma na przedniej powierzchni dolnej połowy kości ramiennej oraz na przegrodach międzymięśniowych (przyśrodkowej i bocznej). W górnej części obejmuje przyczep dystalny mięśnia naramiennego. Mięsień zrasta się częściowo z torebką stawu łokciowego. Biegnąc w dół przyczepia się poprzez ścięgno do guzowatości kości łokciowej.
Za dopływ krwi tętniczej do mięśnia ramiennego odpowiedzialne są w głównej mierze gałęzie mięśniowe tętnicy ramiennej i tętnica wsteczna promieniowa. Dodatkowo mogą dostarczać do niego krew również inne tętnice, jak np. tętnice poboczne łokciowe (górna i dolna). Za odpływ krwi żylnej odpowiadają żyły ramienne. Unerwiony jest głównie przez nerw mięśniowo-skórny (C5–7), zazwyczaj także częściowo przez nerw promieniowy. 
Mięsień ramienny jest silnym zginaczem przedramienia w stawie łokciowym. Wrośnięte w torebkę włókna napinają ją, zapobiegając wklinowaniu się jej do stawu. Funkcja zgięcia przedramienia, inaczej niż w przypadku mięśnia dwugłowego ramienia, nie jest zależna od supinacyjnego ustawienia przedramienia.